# اللغة الإيليرية

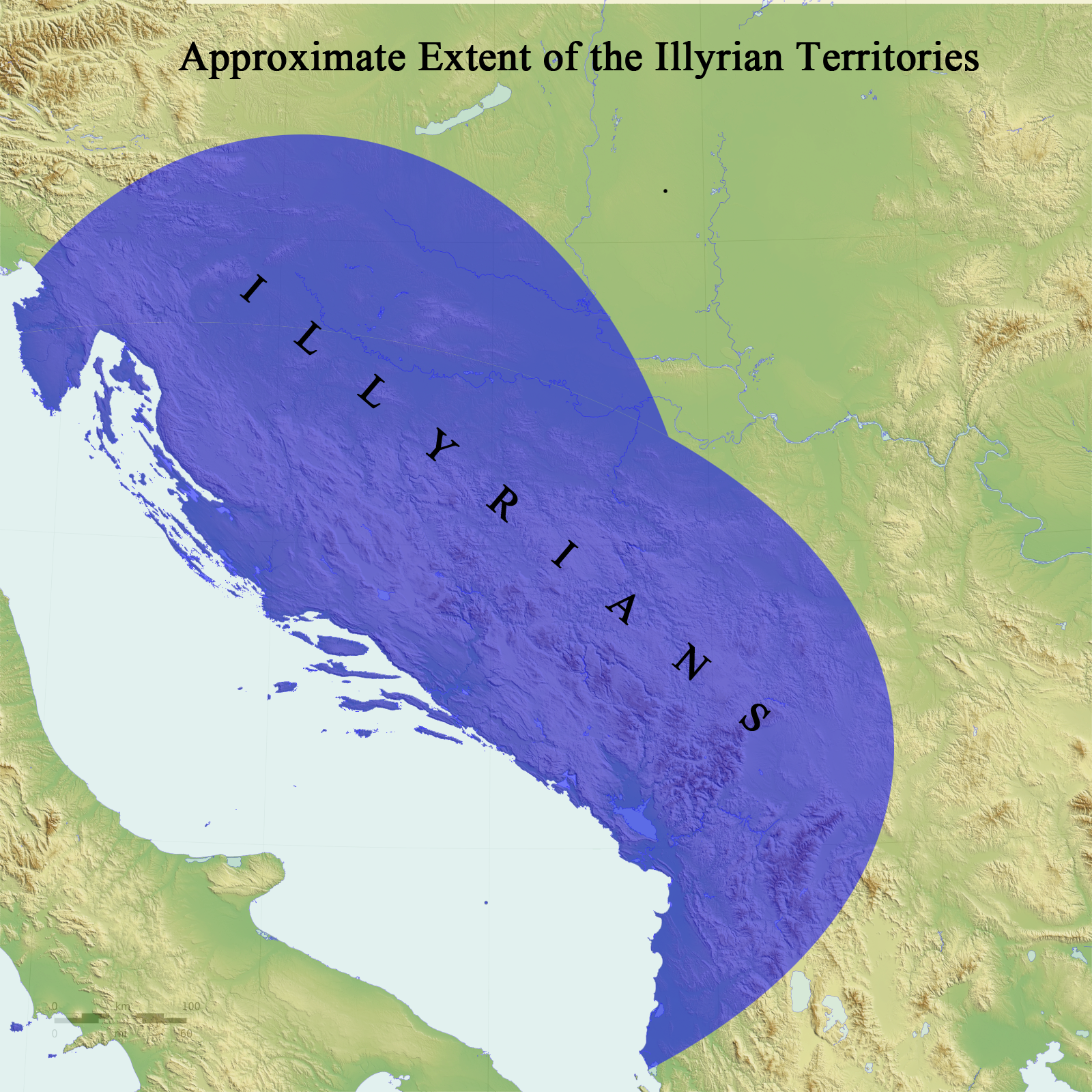
المساحة التقريبية للأراضي الإيليرية

اللغة الإيليرية هي لغة بائدة يعتقد أنها تنتمي إلى عائلة اللغات الهندية الأوروبية والتي كان يتحدث بها الإيليريون سابقاً في جنوب شرق أوروبا أثناء العصور القديمة.
من الناحية اللغوية فإنه من الصعب الربط بين اللغة الإيليرية وبين عائلة اللغات الهندية الأوروبية الأخرى القديمة والحالية. إذ أن مصادر المعلومات عن هذه اللغة شحيحة، وهي تتألف من حفنة من الكلمات المستشهد بها في المصادر الكلاسيكية، بالإضافة إلى بضعة أمثلة من الدراسات الاسمية والأسماء الإثنية عن دراسة أسماء المكان وأسماء المسطحات المائية. كما إن شح المعلومات عن اللغة الإيليرية يجعل من الصعب بمكان تحديد وتعيين التغيير في الصوت لكل حرف من الألفبائية المستخدمة في تلك اللغة.